# Hystricia palpina
Hystricia palpina là một loài ruồi trong họ Tachinidae.